# 陳思賢
陳思賢，廣東承宣布政使司茂名縣（今廣東省茂名市高州縣）人，明朝政治人物。

## 生平
洪武二十年（1387年）廣東鄉試舉人第二名，任華亭縣教諭，後為漳州教授，經常以忠孝大義教授諸生。燕王朱棣即位后，其大哭道“明倫之義，正在今日。”并率領門人吳性原、陳應宗、林玨、鄒君默、曾廷瑞、呂賢六人，即明倫堂為舊君位。后七人被逮捕到京師處死。嘉靖年間，提學副使邵銳立祠祀思賢及其六門生。